# Fahrenkrug
Fahrenkrug – miejscowość i gmina w Niemczech w kraju związkowym Szlezwik-Holsztyn, w powiecie Segeberg, wchodzi w skład urzędu Trave-Land.

## Współpraca międzynarodowa
- Aigre, Francja